# Emanuela D'Alessandro
Emanuela D'Alessandro (Roma, 9 novembre 1960) è una diplomatica italiana, attuale Ambasciatore d'Italia in Francia.

## Biografia
Nata a Roma il 9 novembre 1960, si laurea cum laude nel 1984 in scienze politiche, indirizzo internazionale, presso l'Università degli Studi LUISS Guido Carli di Roma. 
È entrata in carriera diplomatica nel 1987 e ha prestato servizio alla Direzione Generale del Personale del Ministero degli Affari Esteri per poi essere destinata nel 1993 presso l'Ambasciata d'Italia a Budapest, quale responsabile della Sezione Commerciale. 
Nel 1997 è stata distaccata presso l'Organizzazione per la sicurezza e la cooperazione in Europa a Vienna dove, nel 1999, ha proseguito la sua attività ricoprendo la carica di Consigliere alla Rappresentanza Permanente d’Italia.
Nel novembre del 2000 è rientrata alla Farnesina e ha fatto parte della Struttura di Missione responsabile dell’Organizzazione della Presidenza italiana del G8. Nell’aprile 2002 è ritornata alla Direzione Generale del Personale, dove ha guidato dapprima l’Ufficio concorsi e successivamente l’Ufficio responsabile dello status giuridico ed economico di tutto il personale del Ministero degli Affari Esteri. Nel 2008 è stata nominata Direttrice dell'Istituto diplomatico "Mario Toscano", prima donna a dirigere la scuola di formazione del Ministero degli Esteri.
Nel 2011 è stata nominata Ambasciatrice d’Italia a Zagabria per poi rientrare a Roma nel 2015 quale Consigliere Diplomatico del Presidente della Repubblica  e prima donna ad assumere tale carica.
Nel 2017 è stata nominata Ambasciatrice di grado.
Il 10 ottobre 2022 ha assunto le funzioni di Ambasciatrice d’Italia in Francia.
Sempre attenta alle questioni relative ai diritti delle donne, soprattutto per ciò che attiene al mondo del lavoro, le è stata affidata la Presidenza del Comitato per le Pari Opportunità della Farnesina. Più di recente, per il suo assiduo impegno a favore delle donne, in Italia e all’estero, le è stato assegnato il Premio Minerva “Alle Relazioni Internazionali” e nel 2016 ha ricevuto dalla Fondazione Marisa Bellisario la “Mela d’Oro” con la seguente motivazione: “per il suo impegno al servizio delle istituzioni pubbliche, che corona una brillante carriera condotta con rigore e disciplina”.
È sposata con Giorgio Di Noia e ha una figlia, Lucrezia.